# 赤坂 (横手市)
赤坂（あかさか）は、秋田県横手市の大字。郵便番号013-0064。人口は2,437人、世帯数は899世帯（2020年10月1日現在）。住居表示は全域で未実施。旧平鹿郡旭村大字赤坂、旧平鹿郡赤坂村に相当する。

## 地理
横手市中央部、横手地域の西部に位置しており、東で条里・婦気大堤・安田、西で猪岡・平鹿町上吉田、南で朝日が丘、北で横手町・三本柳・赤川と隣接する。東日本旅客鉄道（JR東日本）横手駅の西方に位置し、南東にのびる帯状の地帯は国道13号東南方にまで及ぶ。地区の西部は緩やかな丘陵地帯で、山裾の森崎・城野岡集落ではリンゴ栽培が盛んに行われている。南部は低湿地帯で、南西部の丘陵地帯には朝日が丘団地がある。北部は水田地帯であり、頭無堰排水路が東西に横断する。城野岡に旭小学校、郷土館（ごうしだて）に横手南中学校の教育施設がある。
全域が都市計画区域に含まれるが、区域区分非設定区域となっている。都市計画法上の用途地域では中心部の住宅密集地は第一種中高層住居専用地域に、国道107号沿いが準工業地域に指定されている。

### 小字
2024年（令和6年）10月5日時点での「横手市（秋田地方法務局大曲支局）登記所備付地図データ」のうち地番区域に記載されているものと、デジタル庁公表の「アドレス・ベース・レジストリ」の「秋田県 横手市 町字マスター（フルセット） データセット」、横手市公表のオープンデータによれば、赤坂の小字は以下の通りである。
| 町・字 | 町・字       | 出典 | 出典         | 出典       |
| 大字   | 小字         | 登記 | 町字マスター | 行政区一覧 |
| ------ | ------------ | ---- | ------------ | ---------- |
| 赤坂   | 字赤坂       | ○    | ○            | ○          |
| 赤坂   | 字下タ森崎   | ○    | ○            | ○          |
| 赤坂   | 字下喜連森   | ○    | ○            | ○          |
| 赤坂   | 字下後野     | ○    | ○            | ○          |
| 赤坂   | 字家ノ前     | ○    | ○            | ○          |
| 赤坂   | 字館ノ下     | ○    | ○            | ○          |
| 赤坂   | 字橋本       | ○    | ○            | ○          |
| 赤坂   | 字郷士館     | ○    | ○            | ○          |
| 赤坂   | 字後野       | ○    | ○            | ○          |
| 赤坂   | 字後野堰添   | ○    | ○            | ○          |
| 赤坂   | 字荒沼       | ○    | ○            | ○          |
| 赤坂   | 字高口       | ○    | ○            | ○          |
| 赤坂   | 字山崎       | ○    | ○            | ○          |
| 赤坂   | 字柴崎       | ○    | ○            | ○          |
| 赤坂   | 字上ノ台     | ○    | ○            | ○          |
| 赤坂   | 字上喜連森   | ○    | ○            | ○          |
| 赤坂   | 字上後野     | ○    | ○            | ○          |
| 赤坂   | 字城野岡     | ○    | ○            | ○          |
| 赤坂   | 字城野岡前   | ○    | ○            | ○          |
| 赤坂   | 字城野岡道下 | ○    | ○            | ○          |
| 赤坂   | 字森崎       | ○    | ○            | ○          |
| 赤坂   | 字仁坂       | ○    | ○            | ○          |
| 赤坂   | 字仁坂下     | ○    | ○            | ○          |
| 赤坂   | 字甚吉森     | ○    | ○            | ○          |
| 赤坂   | 字西山       | ○    | ○            | ○          |
| 赤坂   | 字大沼下     | ○    | ○            | ○          |
| 赤坂   | 字大沼沢     | ○    | ○            | ○          |
| 赤坂   | 字大道向     | ○    | ○            | ○          |
| 赤坂   | 字大道添     | ○    | ○            | ○          |
| 赤坂   | 字沢口       | ○    | ○            | ○          |
| 赤坂   | 字中山       | ○    | ○            | ○          |
| 赤坂   | 字堤下       | ○    | ○            | ○          |
| 赤坂   | 字白山前     | ○    | ○            | ○          |
| 赤坂   | 字富ケ沢     | ○    | ○            | ○          |
| 赤坂   | 字伏山       | ○    | ○            | ○          |
| 赤坂   | 字野際       | ○    | ○            | ○          |

## 歴史
正保4年（1647年）の『出羽国知行高目録 下』には村名が見えず、享保年間までの村高を記録した郷帳に記載された町名を調べた『平鹿郡御黒印吟味覚書』では、塚堀村とともに新田として村名が見える場合もあるが、多くは記載されていない。享保15年（1730年）の『六郡郡邑記』によると、赤坂村は家数40軒、支郷に上野岡村（家数10軒）・森崎村（同1軒）、元禄7年（1694年）に廃村となった柴崎村・伏山村（同6軒）がある。
菅江真澄の『雪の出羽路 平鹿郡』では、この地域の代表的姓となっている七ッ塚を紹介している。七ッ塚はかつて赤坂にあり、藤原塚・鎌田塚・高橋塚・高山塚・佐藤塚・菅原塚・池田塚と呼ばれる源氏の流れを汲む落人の裔が、先祖の系図とともに名前を書いて埋めて塚にしたとされている。また、横手から赤坂に入ったところ（赤坂後野）にある「蓄思碑」を紹介している。これは、横手町と赤坂村間の道路が悪路であり、冬季は凍死者も出ていたことから、道路の改修工事が完成した文政3年（1820年）に死者を弔うために赤坂の入口に設置されたものである。通称「ふきどりの碑」とも呼ばれたが、1972年（昭和47年）に市内の個人宅に移転している。
赤坂の西方には「城野岡」という地名があるが、城野岡のさらに西方に猪岡があり、『雪の出羽路 平鹿郡』によれば、ここに猪岡市左衛門が居たとされていることから、猪岡市左衛門の居城があったのではないかと考えられている。

### 沿革
- 1873年（明治6年）2月 - 秋田県第6大区小2区に属する[16]。
- 1889年（明治22年）4月 - 町村制施行に伴い、赤坂村・三本柳村・赤川村・猪岡村・清水町新田村・塚堀村が合併し、旭村となる[17]。赤坂村は旭村大字赤坂となる[18]。
- 1892年（明治25年）4月 - 旭簡易小学校赤坂分校が「赤坂尋常小学校」として独立[19]。
- 1928年（昭和3年）1月19日 - 赤坂半鐘事件（農民運動）が発生[20]。
- 1929年（昭和4年）4月 - 赤坂尋常小学校が廃止され、本校の赤坂分教場となる[21]。
- 1935年（昭和10年）4月 - 赤坂分教場が廃止[21]。
- 1951年（昭和26年）
  - 4月1日 - 旭村が栄村とともにが横手町に編入、同時に市制を施行[22]。横手市赤坂となる[18]。
  - 5月1日 - 赤坂簡易郵便局が、赤坂字後野41番地に開局[23]。
- 1953年（昭和28年）4月1日 - 睦保育園が、赤坂字大道向22番地に開園[24]。
- 1960年（昭和35年）4月1日 - 横手市役所旭支所が、赤坂字甚吉森25番地1（後の森崎部落会館）に移転[25]。
- 1961年（昭和36年）4月 - 秋田県立横手職業訓練所が、赤坂字仁坂105番地に移転[26]。
- 1975年（昭和50年）4月1日 - 横手市立横手第一中学校・同旭中学校・同栄中学校の統合校である同横手南中学校が、赤坂字郷士館32番地1に開校[27]。
- 1976年（昭和51年）7月7日 - 横手市役所旭支所が、赤坂から猪岡字水上91番地2（現・ふれあい館の地）に移転[25]。
- 1977年（昭和52年）4月1日 - 睦保育園が移転[24]。
- 1979年（昭和54年）
  - 横手自動車学校が、安田から赤坂字上喜連森116番地に移転[28]。
  - 4月1日 - 秋田県立南養護学校（現・秋田県立横手支援学校）が、赤坂字仁坂105番地1に開校[29]。
- 1994年（平成6年）4月20日 - 秋田ふるさと村が開園[30]、これに伴い赤坂総合公園も供用開始[31]。
- 2002年（平成14年） - 赤坂総合公園野球場（グリーンスタジアムよこて）が竣工[31]。

## 世帯数と人口
2020年（令和2年）10月1日現在の世帯数と人口は以下の通りである。
| 大字       | 小字    | 世帯数  | 人口    |
| ---------- | ------- | ------- | ------- |
| 赤坂       |         |         |         |
| 字伏山     | 92世帯  | 232人   |         |
| 字城野岡   | 52世帯  | 168人   |         |
| 字後野     | 194世帯 | 465人   |         |
| 字大道添   | 114世帯 | 295人   |         |
| 字赤坂     | 62世帯  | 503人   |         |
| 字沢口     | 99世帯  | 243人   |         |
| 字仁坂     | 2世帯   | 143人   |         |
| 字荒沼     | 107世帯 | 230人   |         |
| 字大沼沢   | 38世帯  | 70人    |         |
| 字郷士館   | 71世帯  | 161人   |         |
| 字下タ森崎 | 55世帯  | 188人   |         |
| 字甚吉森   | 13世帯  | 29人    |         |
| 計         | 計      | 899世帯 | 2,437人 |

### 人口・世帯数の推移
以下は国勢調査による1995年（平成7年）以降の人口の推移。
| 年                 | 人口  |
| ------------------ | ----- |
| 1995年（平成7年）  | 1,714 |
| 2000年（平成12年） | 2,068 |
| 2005年（平成17年） | 2,314 |
| 2010年（平成22年） | 2,397 |
| 2015年（平成27年） | 2,544 |
| 2020年（令和2年）  | 2,437 |

以下は国勢調査による1995年（平成7年）以降の世帯数の推移。
| 年                 | 世帯数 |
| ------------------ | ------ |
| 1995年（平成7年）  | 463    |
| 2000年（平成12年） | 593    |
| 2005年（平成17年） | 717    |
| 2010年（平成22年） | 797    |
| 2015年（平成27年） | 872    |
| 2020年（令和2年）  | 899    |

## 小・中学校の学区
市立小・中学校に通う場合、学区（校区）は以下の通りとなる。
| 小字   | 小学校               | 中学校               |
| ------ | -------------------- | -------------------- |
| 字伏山 | 横手市立横手北小学校 | 横手市立横手北中学校 |
| その他 | 横手市立旭小学校     | 横手市立横手南中学校 |

## 交通

### 鉄道
町内に駅はない。最寄り駅は■奥羽本線、■北上線の横手駅。

### バス
羽後交通
- ふるさと村線
  - 横手駅東口 - イオン前 - ふるさと村
- 朝日が丘線
  - 横手駅東口 - イオン前 - ふるさと村 - 朝日が丘 - 平鹿総合病院 - 横手バスターミナル
- 横手市循環バス

### 道路
- 国道107号
- 秋田県道48号横手東由利線

## 施設
- 稲荷神社（字赤坂119番地）[38]
祭神：稲倉魂大神、誉田別大神、火産霊神、白山姫命、大山祇大神[38]
祭日：9月10日[38]
開創年代は不明[38]。
- 横手市立旭小学校（字城野岡222番地）[39]
- 秋田県立横手支援学校（字仁坂105番地1）[29]
- 横手市立横手南中学校（字郷士館32番地1）[39]
- 横手赤坂簡易郵便局（字後野41番地）[23]
- 赤坂総合公園（字富ケ沢ほか）[40]
  - 横手市赤坂総合公園野球場（グリーンスタジアムよこて）
- 秋田ふるさと村（字富ケ沢62番地46）[41]
  - 秋田県立近代美術館

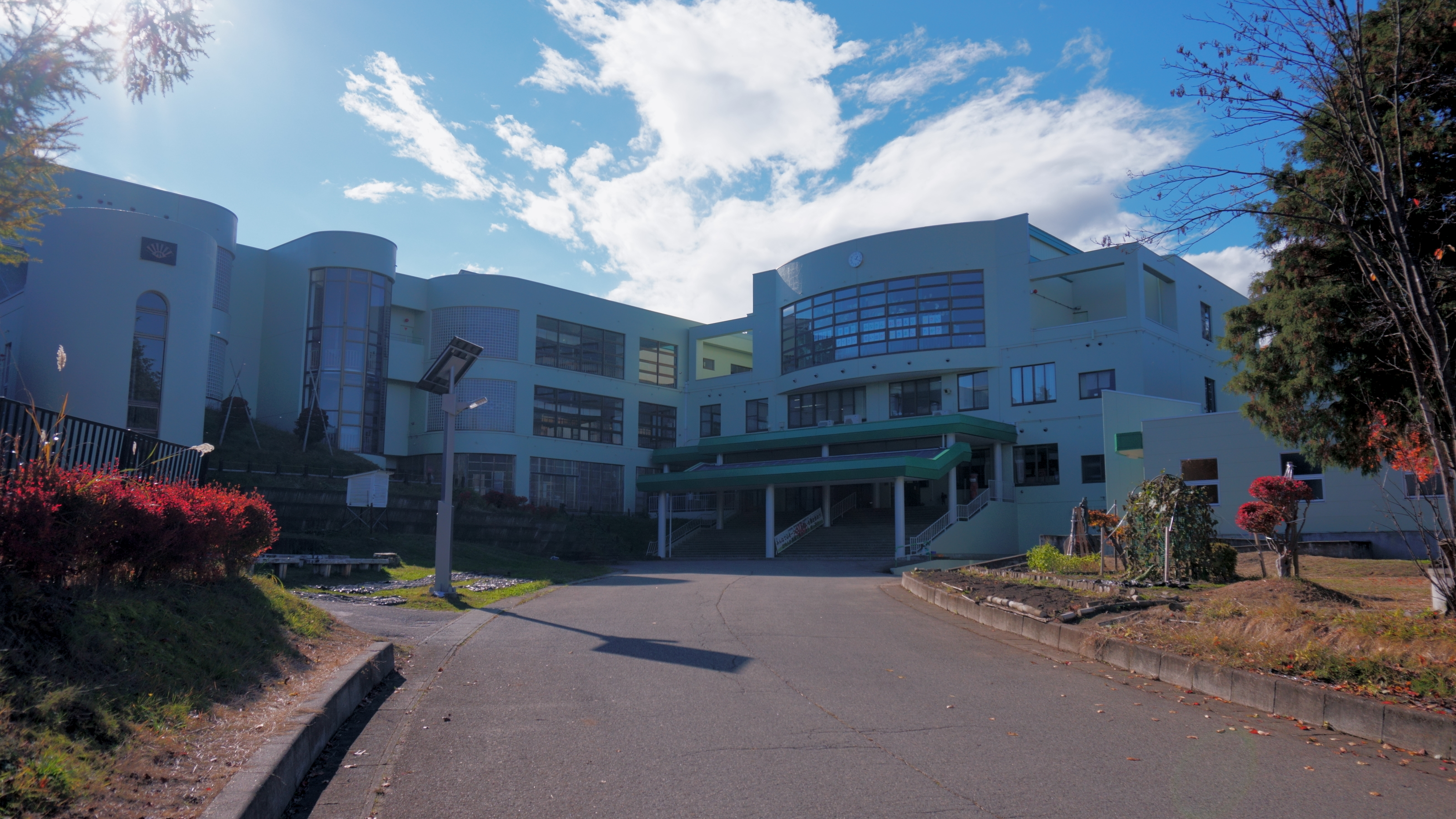
横手市立旭小学校
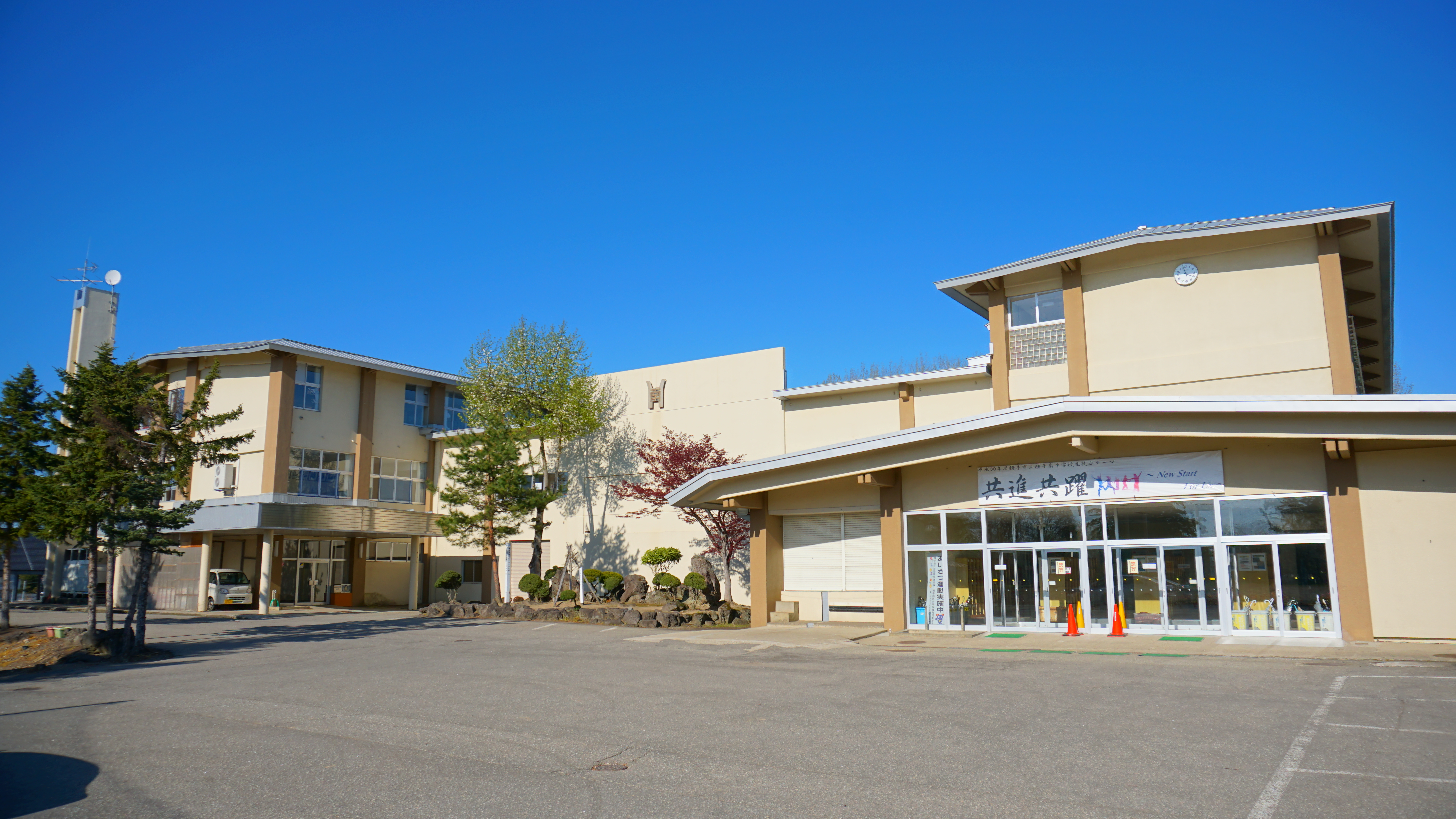
横手市立横手南中学校
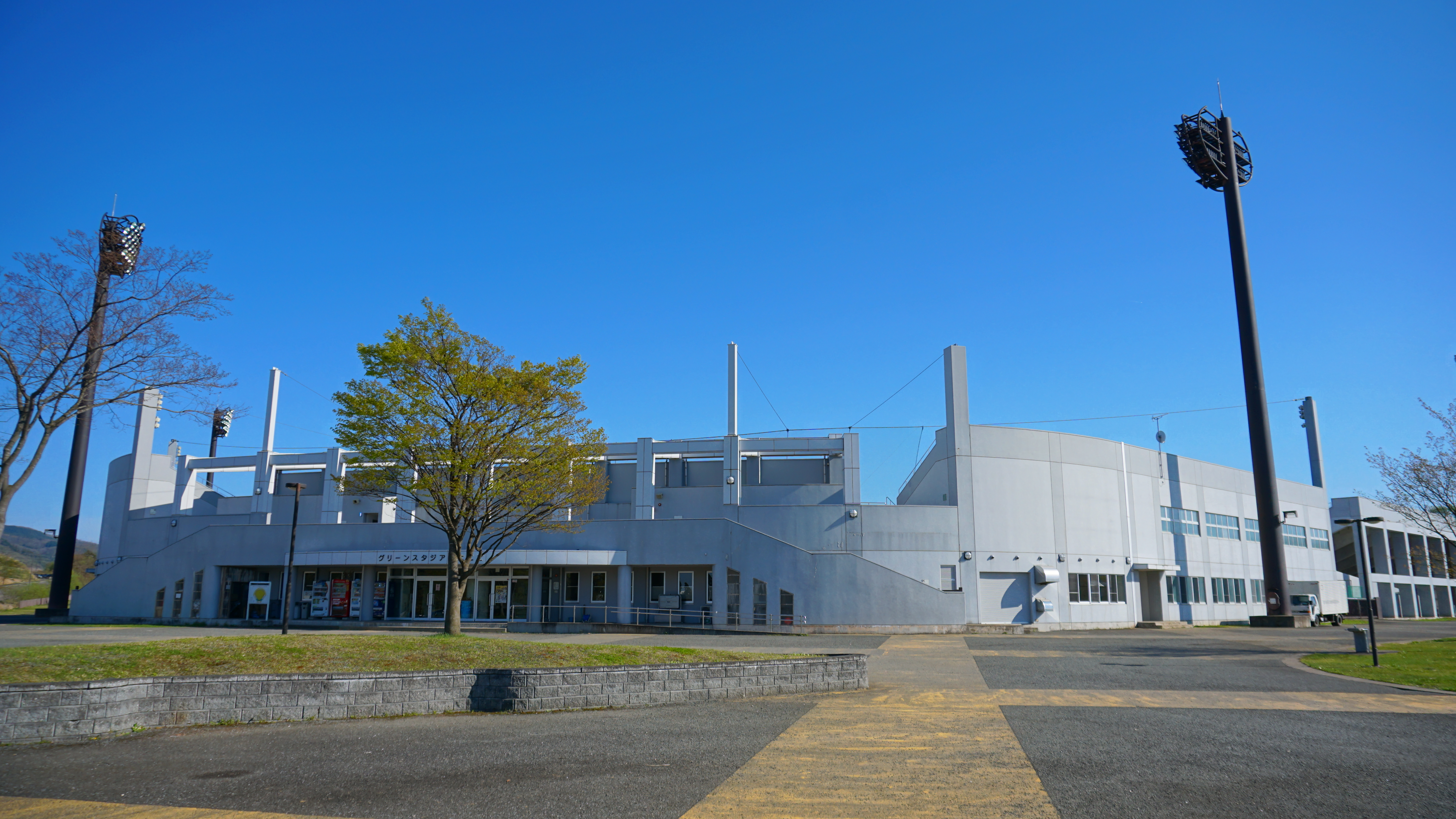
グリーンスタジアムよこて
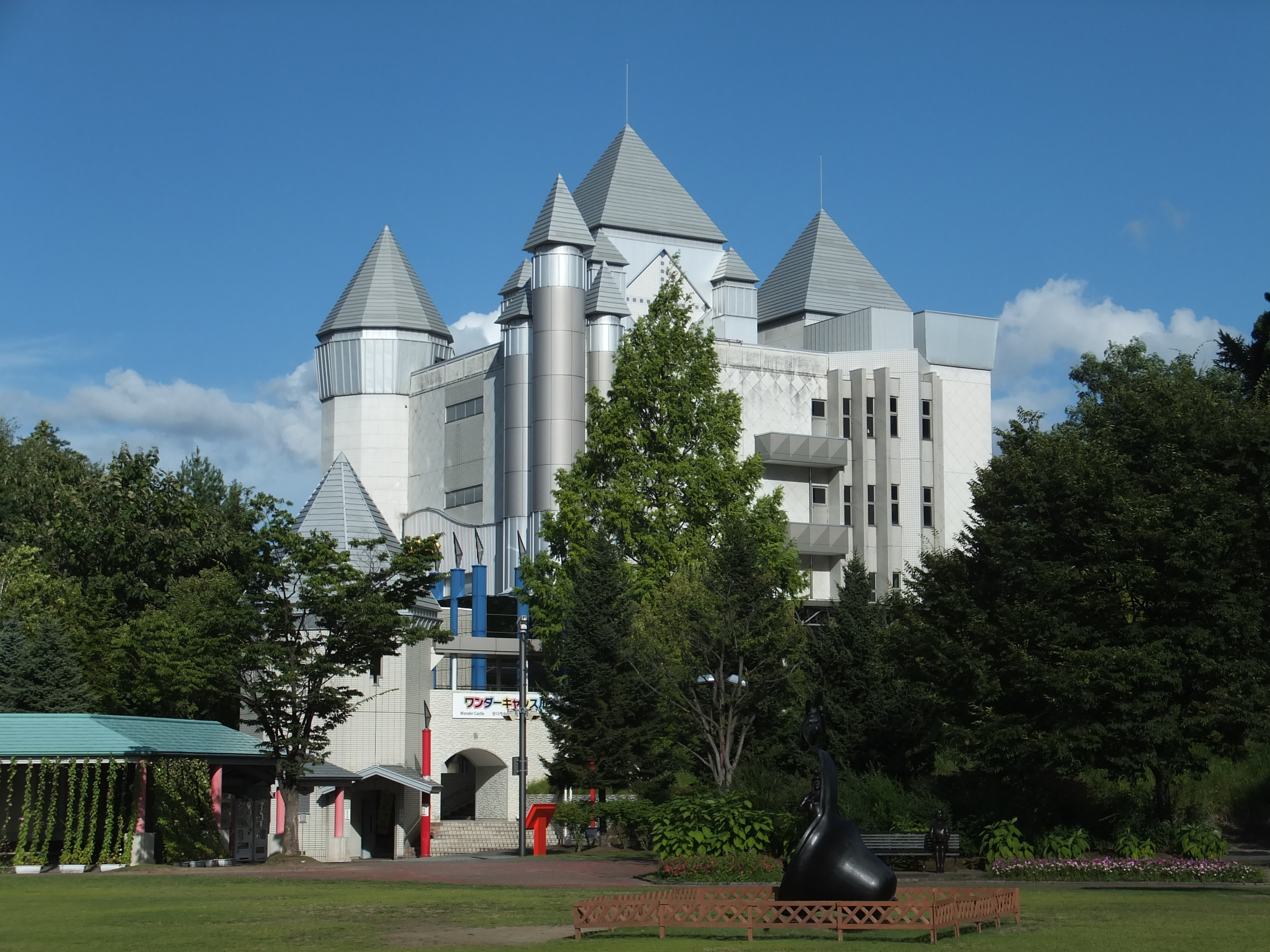
秋田ふるさと村 （ワンダーキャッスル）